# Arthur Housam
Arthur Housam (1 tháng 10 năm 1917 - 31 tháng 12 năm 1975) là một cầu thủ bóng đá chuyên nghiệp người Anh thi đấu ở vị trí tiền vệ cho Sunderland.